# 谷口和史
谷口 和史（たにぐち かずふみ、1962年4月14日 - ）は、日本の政治家。公明党所属の神奈川県議会議員（3期）。元衆議院議員（1期）。

## 経歴
- 1962年 - 和歌山県海南市生まれ。
- 1981年 - 和歌山県立海南高等学校卒業
- 1983年 - 大阪外語専門学校卒業
- 1988年 - 創価大学文学部社会学科（新井直之ゼミ）卒業。在学中にアリゾナ大学に留学。
- 1989年 - ロイター通信入社。経済部記者を務める。日本語テレビ副編集長を経る。
- 2005年7月 - 参議院議員秘書。
  - 9月 - 第44回衆議院議員総選挙に比例南関東ブロック単独で立候補し、初当選。
  - 10月 - 公明党青年局次長
- 2006年2月 - 公明党国際局次長
  - 6月 - 公明党広報局次長
  - 9月 - 安倍内閣で総務大臣政務官（主に情報通信と郵政民営化を担当[1]）に任命される。
- 2008年8月 - 福田康夫改造内閣において国土交通大臣政務官に就任。
  - 9月 - 麻生内閣において国土交通大臣政務官に就任。
- 2009年8月 - 第45回衆議院議員総選挙に比例南関東ブロック単独で立候補するも落選。
  - 11月 - 公明党労働局次長[2]
- 2011年4月 - 神奈川県議会議員選挙に大和市選挙区より公明党公認候補として立候補し、初当選。産業労働常任委員会副委員長などを歴任。
- 2015年4月 - 神奈川県議会議員選挙に大和市選挙区より公明党公認候補として立候補し、再選。建設常任委員会委員長などを歴任。
- 2019年4月 - 神奈川県議会議員選挙に大和市選挙区より公明党公認候補として立候補し、3選。
- 2023年4月 - 神奈川県議会議員選挙に大和市選挙区より公明党公認候補として立候補し、4選。

## 役職歴
- 衆議院
  - 外務委員会委員・理事
  - 総務委員会委員
  - 国土交通委員会委員
  - 財務金融委員会委員
  - 災害対策特別委員会委員
  - イラク支援特別委員会委員
- 神奈川県議会
  - 産業労働常任委員会副委員長
  - 建設常任委員会委員長
- 公明党
  - 青年委員会副委員長
  - 南関東方面青年局長
  - 神奈川県本部副代表

## 元秘書
- 佐々木正行（神奈川県議会議員）